# Sueca
Sueca község Spanyolországban, Valencia tartományban. Sueca Valencia, Sollana, Albalat de la Ribera, Polinyà de Xúquer, Riola, Fortaleny, Cullera és Llaurí községekkel határos. Lakosainak száma 28 480 fő (2024).

## Népesség
A település népessége az utóbbi években az alábbiak szerint változott:
| Lakosok száma | 25 783 | 26 685 | 28 112 | 28 908 | 29 091 | 28 311 | 27 598 | 27 479 | 27 738 | 28 480 |
|               | 2001   | 2004   | 2007   | 2009   | 2012   | 2014   | 2017   | 2019   | 2022   | 2024   |

## Híres személyek
- itt született Daniel Mañó (1932–2024) válogatott spanyol labdarúgó